# Escalada esportiva als Jocs Olímpics d'Estiu de 2024
Les proves d'Escalada esportiva als Jocs Olímpics de París 2024 es van disputar entre el 5 i el 10 d'agost de 2024 a la Seu d'Escalada esportivade Le Bourget. El 2018, l'escalada esportiva va fer les primeres passes en els Jocs Olímpics de la Joventut a Buenos Aires. Després, la disciplina es va introduir per primera vegada al programa olímpic en els Jocs de Tòquio 2020.

## Esdeveniments
A París 2024 es debuten dues proves amb sengles campions: una combinada d'escalada de blocs i dificultat, i l'altra, de velocitat. Les dues proves es divideixen en categories femenina i masculina, la qual cosa es tradueix en quatre proves en total.

## Comités participants
Es van classificar un total de 68 escaladors de 22 comités diferents, seguint els criteris establerts per la Federació Internacional d'Escalada Esportiva. Aquesta entitat va coordinar el procés de classificació i la distribució de places, per a assegurar la participació representativa dels diferents comités nacionals d'arreu del món.

### Velocitat femení
- Espanya (1)
- Estats Units (2)
- França (2)
- Regne Unit (2)
- Indonèsia (2)
- Itàlia (2)
- Nova Zelanda (1)
- Polònia (2)
- Sud-àfrica (1)
- R.P. de la Xina (2)

### Velocitat masculí
- Corea del Sud (1)
- Espanya (1)
- Estats Units (2)
- França (1)
- Indonèsia (2)
- Iran (1)
- Itàlia (1)
- Kazakhstan (1)
- Nova Zelanda (1)
- Polònia (2)
- Sud-àfrica (1)
- R.P. de la Xina (2)
- Ucraïna (1)

### Blocs i dificultat femení
- Alemanya (1)
- Àustria (1)
- Austràlia (1)
- Cornualla  (1)
- Eslovènia (2)
- Estats Units (2)
- França (2)
- Regne Unit (2)
- Itàlia (2)
- Japó (2)
- Sud-àfrica (1)
- Ucraïna (1)
- R.P. de la Xina (2)

### Blocs i dificultat masculí
- Alemanya (2)
- Àustria (1)
- Austràlia (1)
- Bèlgica (1)
- Corea del Sud (1)
- Eslovènia (1)
- Espanya (1)
- Estats Units (2)
- França (2)
- Regne Unit (2)
- Japó (2)
- Sud-àfrica (1)
- Suïssa (1)
- Txèquia (1)
- R.P. de la Xina (1)

## Resum de medalles

### Medaller
| Posició | País            | Or | Argent | Bronze | Total |
| 1       | Polònia         | 1  |        | 1      | 2     |
| 2       | Regne Unit      | 1  |        |        | 1     |
| 3       | Indonèsia       | 1  |        |        | 1     |
| 4       | Eslovènia       | 1  |        |        | 1     |
| 5       | R.P. de la Xina |    | 2      |        | 2     |
| 6       | Estats Units    |    | 1      | 1      | 2     |
| 7       | Japó            |    | 1      |        | 1     |
| 8       | Àustria         |    |        | 2      | 2     |
| Total   | Total           | 4  | 4      | 4      | 12    |

### Medallistes
| Competició                             | Or                        | Plata                 | Bronze                   |
| -------------------------------------- | ------------------------- | --------------------- | ------------------------ |
| Velocitat femení (7 d'agost)           | Aleksandra Mirosław (POL) | Deng Lijuan (CHN)     | Aleksandra Kałucka (POL) |
| Velocitat masculí (8 d'agost)          | Veddriq Leonardo (INA)    | Wu Peng (CHN)         | Sam Watson (USA)         |
| Blocs i dificultat masculí (9 d'agost) | Toby Roberts (GBR)        | Sorato Anraku (JPN)   | Jakob Schubert (AUT)     |
| Blocs i dificultat femení (10 d'agost) | Janja Garnbret (SLO)      | Brooke Raboutou (EUA) | Jessica Pilz (AUT)       |